# Diphyus excultorius
Diphyus excultorius là một loài tò vò trong họ Ichneumonidae.